# Zambia International 2024
Die Zambia International 2024 als offene internationale Meisterschaften von Sambia im Badminton fanden vom 14. bis zum 17. November 2024 in Lusaka statt.

## Sieger und Platzierte
| Disziplin    | Gold                                                        | Silber                                   | Bronze                                               |
| ------------ | ----------------------------------------------------------- | ---------------------------------------- | ---------------------------------------------------- |
| Herreneinzel | Dmitriy Panarin                                             | Dicky Dwi Pangestu                       | Maxim Grinblat                                       |
| Herreneinzel | Dmitriy Panarin                                             | Dicky Dwi Pangestu                       | Rajesh Srikar                                        |
| Dameneinzel  | Era Maftuha                                                 | Kim Schmidt                              | Fathimath Nabaaha Abdul Razzaq                       |
| Dameneinzel  | Era Maftuha                                                 | Kim Schmidt                              | Hajar Nuriyeva                                       |
| Herrendoppel | Agil Gabilov Dicky Dwi Pangestu                             | Yannick Feltes Jérôme Pauquet            | Matthew Abela Maxim Grinblat                         |
| Herrendoppel | Agil Gabilov Dicky Dwi Pangestu                             | Yannick Feltes Jérôme Pauquet            | Fred Kirabo Ivan Mayega                              |
| Damendoppel  | Aminath Nabeeha Abdul Razzaq Fathimath Nabaaha Abdul Razzaq | Hasini Ambalangodage Hasara Wijayarathne | Elizaberth Chipeleme Evelyn Siamupangila             |
| Damendoppel  | Aminath Nabeeha Abdul Razzaq Fathimath Nabaaha Abdul Razzaq | Hasini Ambalangodage Hasara Wijayarathne | Era Maftuha Hajar Nuriyeva                           |
| Mixed        | Agil Gabilov Era Maftuha                                    | Jahid Alhasanov Hajar Nuriyeva           | Timothy Kafunda Elizaberth Chipeleme                 |
| Mixed        | Agil Gabilov Era Maftuha                                    | Jahid Alhasanov Hajar Nuriyeva           | Hussein Zayan Shaheed Fathimath Nabaaha Abdul Razzaq |